# Arrigo Bugiani
Arrigo Bugiani (Grosseto, 21 dicembre 1897 – Figline Valdarno, 14 agosto 1994) è stato uno scrittore, poeta, editore e curatore editoriale italiano.

## Biografia
Arrigo Bugiani alternò la carriera di scrittore al lavoro di operaio presso l'acciaieria Ilva. Autodidatta, Bugiani entrò a far parte, negli anni Trenta, della redazione della rivista di ispirazione cattolica Il Frontespizio, dove conobbe Nicola Lisi, Piero Bargellini e Carlo Betocchi. L'esordio letterario di Bugiani è rappresentato da alcune prose liriche inizialmente pubblicate su Frontespizio nel 1931, con il titolo redazionale di Due vangate nel sodo, e in seguito raccolte nel volume Festa dell'òmo inutile (1936). Accostabili alla produzione dello scrittore Domenico Giuliotti, le prose di Festa dell'òmo inutile costituiscono dal punto di vista tematico una reazione alla modernità e si collocano in un filone regionalistico che ha in Giuliotti e Giovanni Papini i massimi rappresentanti. Alla modernità che avanza Bugiani oppone la primitività della vita di campagna, unico luogo dove sembra ancora possibile percepire il mistero dell'esistenza e il legame dell'uomo con il Creatore.

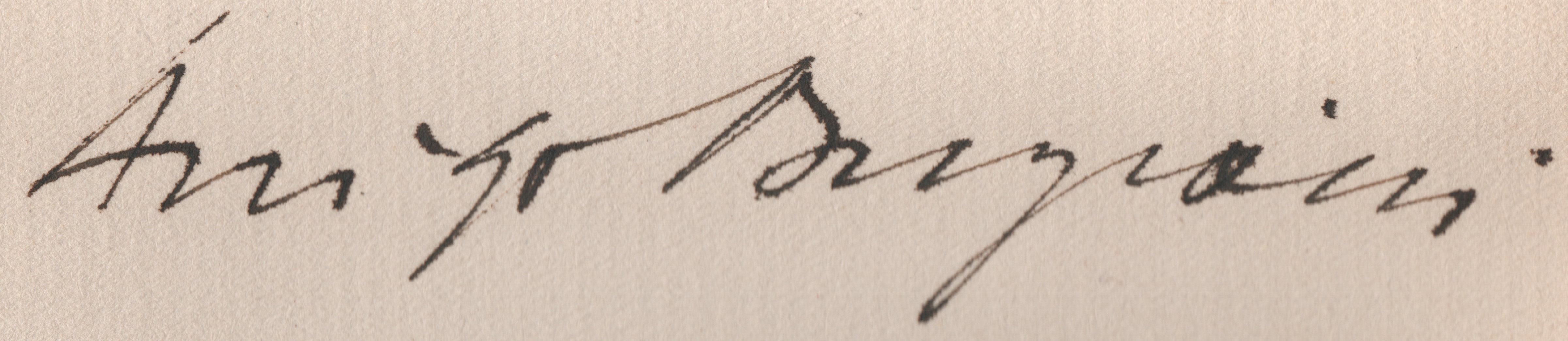
Firma di Arrigo Bugiani, da un esemplare di Festa dell'òmo inutile (1936)

Dopo aver abbandonato la collaborazione con Il Frontespizio, Bugiani intraprese un'esperienza autonoma, anche perché fu costretto a spostarsi per motivi di lavoro: nel 1939 l'Ilva lo trasferì in Liguria a Cogoleto, dove rimase fino al 1942, per spostarsi in seguito a Torre Annunziata nel 1943. Nel 1945 ritornò nella sua terra d'origine. Nel 1946 diede alle stampe una nuova serie di prose raccolte in un volumetto, La stella, con copertina e illustrazioni di Ottone Rosai. Seguì L'altalena degli adulti, pubblicato nel 1954 dalle Edizioni di Storia e Letteratura di don Giuseppe De Luca, che Bugiani aveva conosciuto durante la collaborazione al Frontespizio.
Per le Edizioni di don Giuseppe De Luca uscirono anche, nel 1958, il poetico diario-calendario di Annata felice e, nel 1985, Questo e altro, una raccolta di scritti sparsi.
A partire dagli anni '60 fino alla morte, curò i Libretti di Mal'Aria, da Marino Parenti definiti «la più esile biblioteca del mondo»: brevissime pubblicazioni di vario formato e argomento, stampati su vari materiali e che hanno visto la partecipazione di molti scrittori, disegnatori e intellettuali più in vista del '900, tra i quali si ricordano Camillo Sbarbaro , Adolfo Oxilia e Guido Ceronetti.

### Scritti di Arrigo Bugiani

#### Opere
- Arrigo Bugiani, Festa dell'òmo inutile, collana Edizioni del Frontespizio, illustrazioni di Natale Lecci, regìa di Roberto Weiss, Firenze, Vallecchi, 1936, OCLC 878279902, SBN CFI0468340.
- Arrigo Bugiani, La stella, collana Confidenziali, illustrazioni di Ottone Rosai, Brescia, Morcellania, 1946, OCLC 1474861596, SBN MOD0286916.
- Arrigo Bugiani, L'altalena degli adulti, illustrazioni di Ottone Rosai, Roma, De Luca, 1954, OCLC 878279896, SBN CUB0139371.
- Arrigo Bugiani, Annata felice, Roma, Edizioni di Storia e Letteratura, 1958, OCLC 955813318, SBN SBL0490917.
- Arrigo Bugiani, Soggiorno a Pistoja, Colombo Cursi & Figlio, 1976, OCLC 883546063, SBN BVE0254079.
- Arrigo Bugiani, Questo e altro, collana Letture di Pensiero e d'Arte, Edizioni di Storia e Letteratura, 1985, LCCN 86167187, OCLC 879105268, SBN CFI0241764.
- Arrigo Bugiani, Soprapensieri dell'età senile, a cura di Orso Bugiani, collana Biblioteca letteraria dell'Italia Unita, Novara, Interlinea, 2012, ISBN 9788882127930, OCLC 878808727, SBN RT10015213.
- Arrigo Bugiani, Entrare nelle nuvole, a cura di Francesco Sarri, collana Fogli del geranio, Novara, Sarri Editore, 1994, SBN CFI0289168.

#### Lettere
- Arrigo Bugiani e Ottone Rosai, Egregio maestro. Le lettere di Arrigo Bugiani a Ottone Rosai, a cura di Vittoria Corti, collana Fogli del geranio, Novara, Sarri Editore, 1997, OCLC 888717739, SBN LO10505836.
- Arrigo Bugiani, Camillo Sbarbaro e Clelia Sbarbaro, Lettere 1959-1975, San Marco dei Giustiniani, 2022, ISBN 9788874943555, LCCN 2023372508, OCLC 1423315088, SBN LIG0475078.